# Otto Kresten
Otto Kresten (* 27. Januar 1943 in Wien; † 24. Juni 2024 ebenda) war ein österreichischer Byzantinist und Diplomatiker.

## Leben und Wirken
Er studierte an der Universität Wien Byzantinistik bei Herbert Hunger, Geschichte bei Heinrich Fichtenau, Heinrich Appelt und Alphons Lhotsky, Klassische Philologie bei Albin Lesky und Rudolf Hanslik sowie Kunstgeschichte bei Otto Demus. Er war Absolvent des Instituts für Österreichische Geschichtsforschung, an dem er eine Studie über die litterae caelestes als Auszeichnungsschrift in Spätantike und Frühmittelalter vorlegte, und wurde 1967 promoviert mit einer Arbeit über Andreas Darmarios, einen griechischen Kopisten des 16. Jahrhunderts.
Im Jahr 1981 wurde er Außerordentlicher Universitätsprofessor für Byzantinistik an der Geisteswissenschaftlichen Fakultät der Universität Wien. Von 1982 bis 1999 war er Direktor des Historischen Instituts beim Österreichischen Kulturinstitut in Rom. Von 1985 bis 1987 war er in dieser Eigenschaft turnusgemäß Präsident der Unione Internazionale degli Istituti di Archeologia, Storia e Storia dell’Arte in Roma. Im Jahr 1999 wurde er Universitäts-Professor. Er trat 2008 in den Ruhestand. Von 1982 (der Wiederkonstituierung des Instituts) bis 1999 war er Direktor des Historischen Instituts beim Österreichischen Kulturinstitut in Rom.
Im Jahr 2000 wurde ihm das Große Ehrenzeichen für Verdienste um die Republik Österreich verliehen. Kresten war wirkliches Mitglied der Österreichischen Akademie der Wissenschaften und korrespondierendes Mitglied der Akademie der Wissenschaften und der Literatur Mainz, der Bayerischen Akademie der Wissenschaften und der Accademia Pontaniana in Neapel. Er gehörte dem Comité International de Paléographie grecque und der Commission Internationale de Diplomatique an, ferner war er Socio straniero der Società Dalmata di Storia Patria in Roma sowie Socio corrispondente des Istituto Siciliano di Studi Bizantini e Neoellenici in Palermo.
Er war Mitglied der „Kommission für Schrift- und Buchwesen des Mittelalters“, seit 1990 als Obmann, der „Kommission für Byzantinistik“, seit 1995 als Obmann, der „Kommission zur Herausgabe des Corpus der lateinischen Kirchenväter“ und der „Kommission für die Tabula Imperii Byzantini“ der Österreichischen Akademie der Wissenschaften. Außerdem gehörte er der „Kommission zur Herausgabe eines Corpus der griechischen Urkunden des Mittelalters und der neueren Zeit“ und der „Kommission für die Herausgabe einer 2. Serie der Acta conciliorum oecumenicorum“ der Bayerischen Akademie der Wissenschaften an.
Mit Hunger arbeitete er an der Katalogisierung der griechischen Handschriften der Österreichischen Nationalbibliothek, bei der Edition des ökumenischen Patriarchatsregisters aus dem 14. Jahrhundert trug er die Verantwortung für den diplomatischen Kommentar. Zahlreiche Aufsätze behandeln Einzelfragen der Urkundenkritik oder der Kodikologie. Er wurde auf dem Simmeringer Friedhof bestattet.

## Schriften (Auswahl)
- Die Beziehungen zwischen den Patriarchaten von Konstantinopel und Antiocheia unter Kallistos I. und Philotheos Kokkinos im Spiegel des Patriarchatsregisters von Konstantinopel (= Akademie der Wissenschaften und der Literatur Mainz. Geistes- und Sozialwissenschaftliche Klasse. Abhandlungen der Geistes- und Sozialwissenschaftlichen Klasse. 2000, Nr. 6). Steiner u. a., Stuttgart u. a. 2000, ISBN 3-515-07748-0.
- „Staatsempfänge“ im Kaiserpalast von Konstantinopel um die Mitte des 10. Jahrhunderts. Beobachtungen zu Kapitel II 15 des sogenannten „Zeremonienbuches“ (= Österreichische Akademie der Wissenschaften. Philosophisch-Historische Klasse. Sitzungsberichte. 670). Verlag der Österreichischen Akademie der Wissenschaften, Wien 2000, ISBN 3-7001-2863-0.
- als Herausgeber mit Friederike Zaisberger: Österreich und der Vatikan. Eine fast tausendjährige Geschichte aus Dokumenten des Archivs, der Bibliothek und der Museen des Vatikans. Katalog. Rom, Biblioteca Vaticana, Salone Sistino, 9. November 1986 – 26. April 1987. Becvar, Wien 1986,  ISBN 3-900538-05-0.